# 30 صفر
- السبت
- الأحد
- الاثنين
- الثلاثاء
- الأربعاء
- الخميس
- الجمعة

- 283 أغسطس 2024
- 294 أغسطس 2024
- 15 أغسطس 2024
- 26 أغسطس 2024
- 37 أغسطس 2024
- 48 أغسطس 2024
- 59 أغسطس 2024
- 610 أغسطس 2024
- 711 أغسطس 2024
- 812 أغسطس 2024
- 913 أغسطس 2024
- 1014 أغسطس 2024
- 1115 أغسطس 2024
- 1216 أغسطس 2024
- 1317 أغسطس 2024
- 1418 أغسطس 2024
- 1519 أغسطس 2024
- 1620 أغسطس 2024
- 1721 أغسطس 2024
- 1822 أغسطس 2024
- 1923 أغسطس 2024
- 2024 أغسطس 2024
- 2125 أغسطس 2024
- 2226 أغسطس 2024
- 2327 أغسطس 2024
- 2428 أغسطس 2024
- 2529 أغسطس 2024
- 2630 أغسطس 2024
- 2731 أغسطس 2024
- 281 سبتمبر 2024
- 292 سبتمبر 2024
- 303 سبتمبر 2024
- 14 سبتمبر 2024
- 25 سبتمبر 2024
- 36 سبتمبر 2024

30 صَفَر أو 30 صَفَر الخير أو 30 صَفَر المُظفَّر أو يوم 30 \ 2 (اليوم الثلاثون من الشهر الثاني) هو اليوم الستون من أيَّام السنة وفق التقويم الهجري القمري (العربي) (أو اليوم المُتمم لِشهر صفر بحال اقتصر على 29 يومًا وفق دورة القمر). يبقى بعده 294 أو 295 يومًا لانتهاء السنة.

## أحداث
- 516 هـ - مقتل أبي طالب علي بن أحمد السميرمي - وزير السلطان محمود الغزنوي- على يد باطني.
- 1385 هـ - القوات الأمريكية التي أرسلت إلى فيتنام تبدأ أول عملياتها القتالية إلى جانب قوات فيتنام الجنوبية.
- 1429 هـ - حزب «باريسن ناسيونل» الماليزي بقيادة عبد الله أحمد بدوي يفوز بأغلبية المقاعد البرلمانية في الانتخابات البرلمانية الماليزية الثانية عشر، متفوقًا على حزب «ڤاكتن رعية» برئاسة «وان عزيزة وان إسماعيل»، وبفارق 4 أصوات فقط.

## مواليد
- 1367 هـ - عزيز الدويك سياسي فلسطيني، ورئيس المجلس التشريعي الفلسطيني.

## وفيات
- 203 هـ - علي بن موسى الرضا، عالم مسلم وثامن الأئمة الاثنا عشر.
- 516 هـ - أبو طالب علي بن أحمد السميرمي، وزير غزنوي.
- 555 هـ - أبو عبد الله محمد المقتفي لأمر الله، الخليفة الحادي والثلاثين من خلفاء بني العباس.
- 837 هـ - ابن المقري، إمام حافظ مسلم.
- 1429 هـ - البندري بنت عبد العزيز آل سعود، أميرة سعودية.
- 1444 هـ - يوسف القرضاوي، عالم مسلم مصري.

## وصلات خارجية
- موقع قصة الإسلام: حدث في شهر صفر.